# R. Ans FC
Royal Ans Football Club byl belgický fotbalový klub sídlící ve městě Ans. Klub byl založen v roce 1925 jako Ans Football Club. V roce 1951 byl přejmenován na Royal Ans Football Club. V letech 1942 až 1967 hrál klub v profesionálních ligových soutěžích. Klub se musel v roce 2014 kvůli dluhům sloučit s klubem R. RFC Montegnée, díky sloučení byl založen nový klub Racing Ans-Montegnée FC.

## Umístění v jednotlivých sezonách
| Sezóny  | Liga              | Úroveň | Z  | V  | R | P  | VG | OG | +/- | B  | Pozice |
| ------- | ----------------- | ------ | -- | -- | - | -- | -- | -- | --- | -- | ------ |
| 1963/64 | Promotion – sk. D | 4      | 30 | 12 | 3 | 15 | 46 | 52 | -6  | 27 | 12.    |
| 1964/65 | Promotion – sk. A | 4      | 30 | 11 | 5 | 14 | 55 | 70 | -15 | 27 | 10.    |
| 1965/66 | Promotion – sk. B | 4      | 30 | 9  | 7 | 14 | 40 | 58 | -18 | 25 | 10.    |
| 1966/67 | Promotion – sk. A | 4      | 30 | 4  | 5 | 21 | 34 | 74 | -39 | 13 | 15.    |